# Denis und Eugène Bühler

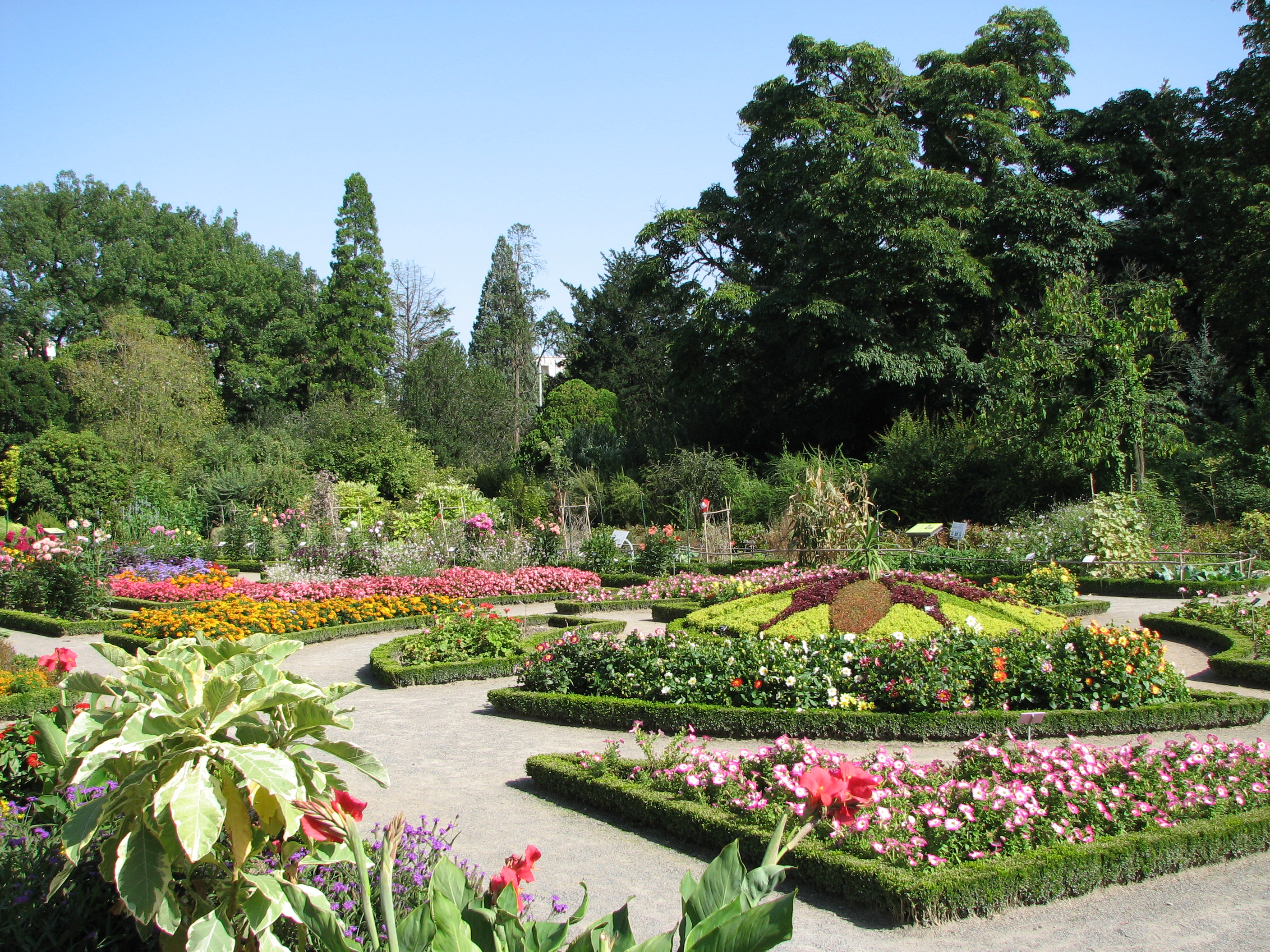
Parc de la Tête d’Or, Lyon

Die Brüder Denis Bühler (* 22. April 1811 in Lahr; † 1890 in Lausanne, Schweiz) und Eugène Bühler (* 4. Dezember 1822 in Clamart, Département Hauts-de-Seine; † 1907 in Paris) waren französische Gartenarchitekten. Sie entstammten einer protestantischen Familie aus der Schweiz und genossen im 19. Jahrhundert große Anerkennung als Vertreter der Elite ihrer Zunft.
Die Gebrüder Bühler gestalteten vor allem exotische Landschaften und englische Landschaftsgärten.

## Anfänge
Aus Verpflichtung gegenüber der Familie übernahm Denis nach dem Tod des Vaters dessen Betrieb des Baumschulers. Sein Bruder studierte Landschaftsarchitektur an der École royale d’horticulture de Versailles. Die Bühler ließen sich dann in Paris nieder und widmeten sich der Gestaltung von Parks und Gärten.

## Ergebnisse ihrer Arbeit

### In der Bretagne
Man findet Spuren ihrer ersten Gestaltungen aus dem Jahre 1842 in Château de Kernévez (Bretagne). Danach schufen oder renovierten sie zahlreichen Parks in der Gegend:
- Parc Oberthür in Rennes um 1863–1864.
- Parc du Thabor in Rennes, 1868.
- Château de Combourg.
- Château de Bonnefontaine.
- Briantais.
- Parc du Château du Pérennou, Plomelin, am Ufer der l’Odet.
- Château du Bois-Cornillé.
- Parc de Trohanet, in Briec und Langolen von 1872.

Parc du Thabor de Rennes. Sicht auf die Orangerie, die Gewächshäuser den Musikpavillon und das Wasserbecken.

### Andere Gegenden

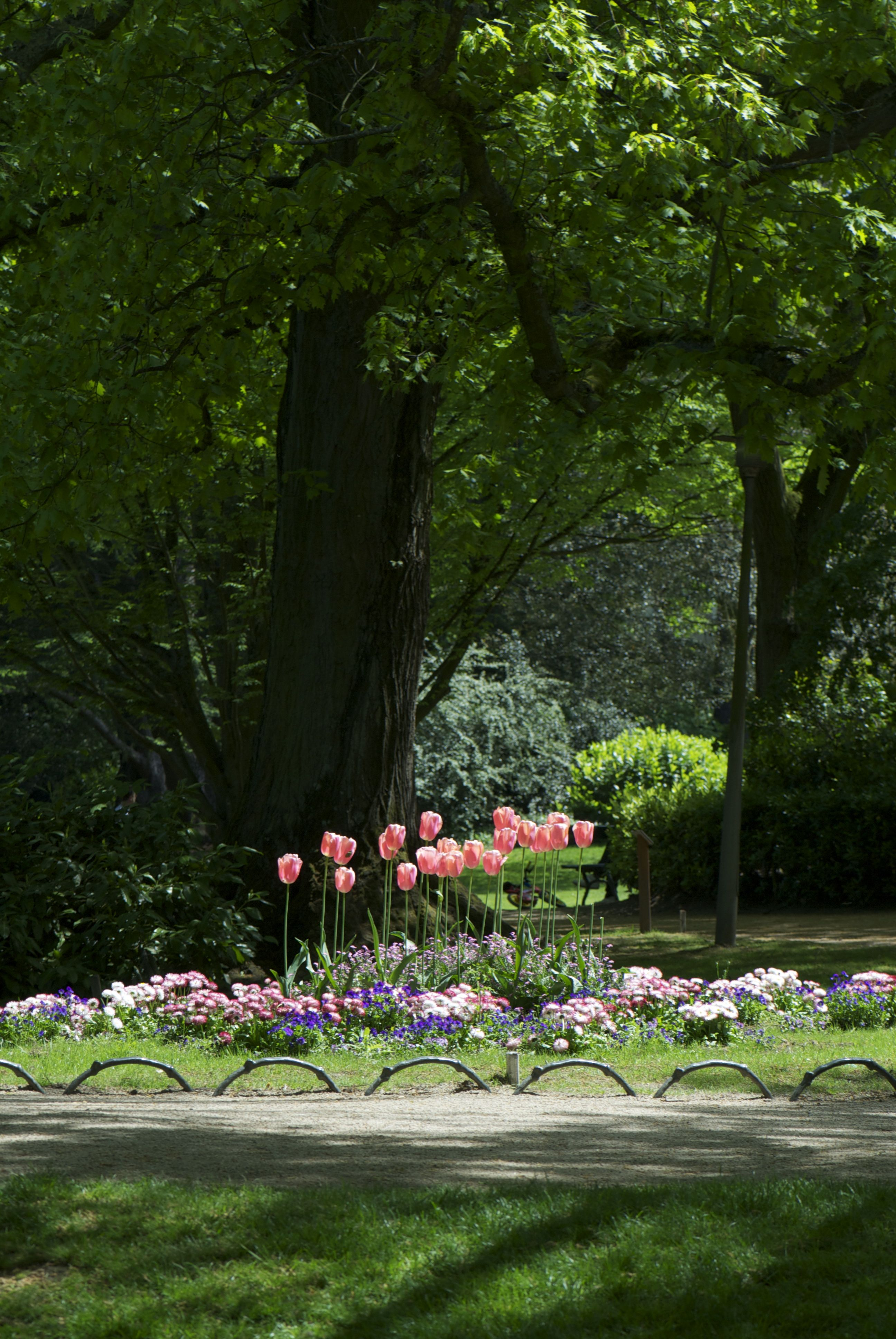
Der Garten des Prébendes d’Oé in Tours.

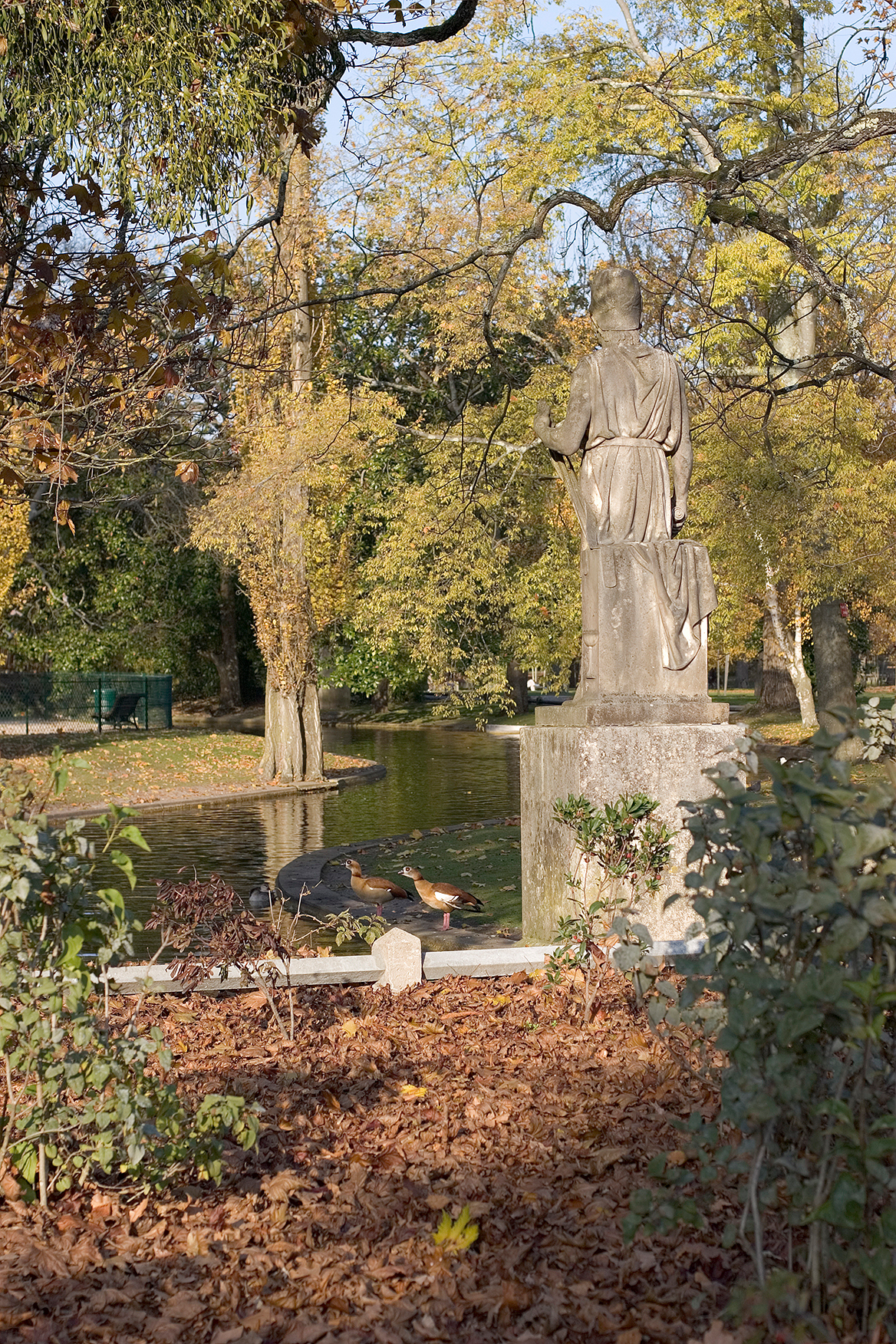
Parc bordelais in Bordeaux

- Jardin des Chartreux in Lyon, 1856.
- Parc de la Tête d’Or in Lyon, 1857.
- Square Planchon in Montpellier, 1858[1]
- Jardin du Champ de Juillet in Limoges, 1858.
- Domaine de Grenade in Saint-Selve (Gironde) von 1859 auf Bitten der Familien Carayon Latour et Chateaubriand.
- Jardin public de Bayeux in Bayeux, 1864.
- Parc du Château de Courson in Courson-Monteloup (Essonne) von 1860.
- plateau des Poètes in Béziers von 1867.
- Jardin des Prébendes d’Oé in Tours, 1872.[2]
- Park und Garten von Château du Gué in Loiré, 1877.
- Park von Château de Verchant von 1878 in der Gemeinde Castelnau-le-Lez im Département Hérault.
- Park des Collège Saint-François-de-Sales (Évreux) von 1883.
- Château de Châtenay-en-France in der Gemeinde Châtenay-en-France (Val d’Oise), 1884.
- Parc du château de Bonnétable[3] in Bonnétable von 1885[4] für den Grafen von La Rochefoucauld-Doudeauville.
- Park von Château de la Sallière in Saint-Hilaire-du-Bois (Vendée) von 1886.
- Parc bordelais in Bordeaux, 1888.[5]
- Parc du Château de Diénay (Côte-d’Or) (von etwa 1893) für Charles de Meixmoron.
- Château de Brochon (Côte-d’Or) von 1895.
- Park und Gärten von Schloss Azay-le-Ferron.
- Mehrere Parks der châteaux pinardiers im Gebiet von Béziers, darunter die der Schlösser Libouriac und Raissac.
- Park der Domaine de Palajanel in der Gemeinde Palaja im Département Aude